# ألف جيللين
ألف جيللين (بالسويدية: Alf Kjellin)‏ هو مخرج ومخرج وممثل سويدي، ولد في 28 فبراير 1920 في السويد، وتوفي في 5 أبريل 1988 بلوس أنجلوس في الولايات المتحدة بسبب نوبة قلبية.

## أعمال

### أفلام
- (1952) إداناتي الستة
- (1965) سفينة السفهاء

### مسلسلات
- ذا والتونز

## وصلات خارجية
- ألف جيللين على موقع IMDb (الإنجليزية)
- ألف جيللين على موقع ألو سيني (الفرنسية)
- ألف جيللين على موقع أول موفي (الإنجليزية)
- ألف جيللين على موقع قاعدة بيانات الأفلام السويدية (السويدية)
- ألف جيللين على موقع إن إن دي بي (الإنجليزية)
- ألف جيللين على موقع قاعدة بيانات الفيلم (الإنجليزية)
- ألف جيللين على موقع كينوبويسك (الروسية)